# Videójáték
A videójáték  olyan elektronikus játék, mely a felhasználói felülettel való folyamatos kölcsönhatást foglal magában, valósidejű vizuális visszajelzést hoz létre a két- vagy háromdimenziós megjelenítő eszközön (pl. tévéképernyőn vagy számítógépes monitoron), valamint további érzékszerveinkre is hat. 
Az 1980-as évek óta a videójátékok a szórakoztatóipar egyre fontosabb részévé váltak, és akár tekinthetők a művészetek egyik formájának is.
Ma már annyira népszerűek és elterjedtek, hogy fogyasztói, és nem szubkultúrának számítanak.

## Technikai jellemzők
A videójátékokra használt elektronikai eszközök a „platform” megnevezésként ismertek, melyek két főcsoportja a személyi számítógépek (szoftveres platformot és megkülönböztetve) és az otthoni és játéktermi használatra szánt videójáték-konzolok. Utóbbiak különböző mértékig hasonlóak a mechanikus elemeket is tartalmazó játékgépekhez és  játékautomatákhoz.
A videójátékok irányítására számos különböző eszközt hoztak létre a különböző platformokra. A korai személyi számítógépre készült játékok csupán a szabványos billentyűzet lehetőségeit használhatták, amit később ki lehetett egészíteni egy egygombos botkormánnyal.  Ezzel szemben videójáték-konzolok kevés számú gombbal, botkormánnyal vagy egyedi eszközökkel (pisztoly, kormány) voltak vezérelhetők.
A mai modern számítógépes játékban a játékos egyidejűleg használja a billentyűzetet és az egeret az irányításban. A konzoloknál a kézbe vehető, pár gombbal és ujjnyi botkormánnyal ellátott játékvezérlők (kontrollerek) terjedtek el. Az autóverseny-játékokra létezik a valós vezetést idéző kormány, pedál, váltó és kézifék készlet is.

## A szó eredete
A videójáték video eleme a latin „látom” szóból származik. Arra utal, hogy a videójátékot egy vizuális (video-) kijelzőn látja a játékos.

## Története

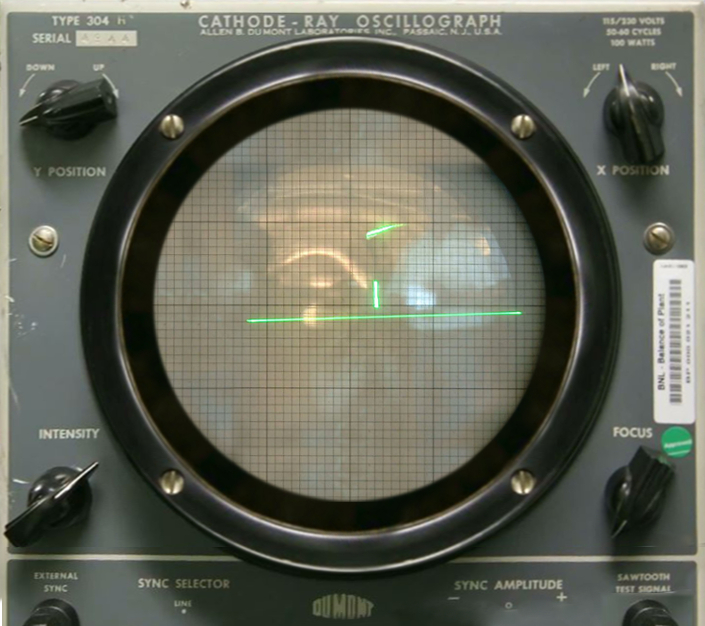
Tennis for Two: 1958-as analóg videójáték oszcilloszkópos megjelenítőre (a Brookhaven Nemzeti Laboratóriumban századunkban újraalkotva)

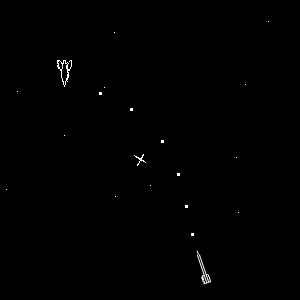
Az egyik első számítógépes játék, a Spacewar! (1961)

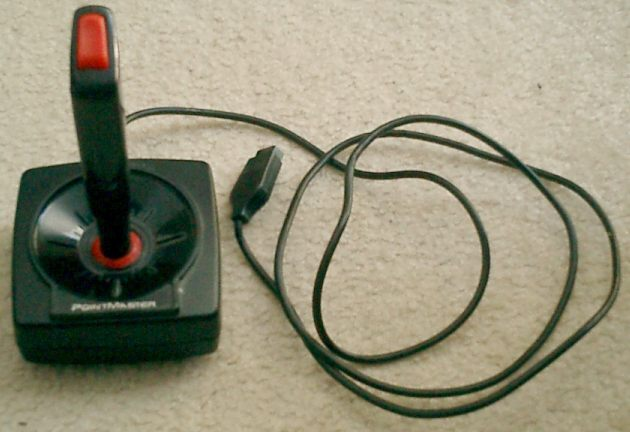
Egygombos botkormány az 1980-as évekből

A Pong játék képernyője működés közben, a két oldalt látható vonalak (ütők) irányításával kell a játékosoknak visszaütni a pontot (labdát).

Az elektronikus videójátékok története a 20. század közepére nyúlik vissza. A korai videójátékok különféle elektronikus eszközökön jelentek meg és változatos megjelenítő eszközöket használtak. Az elektronikus videójátékok legkorábbi példája egy 1947-ből származó szabadalom, amelyet „Katódsugárcsöves szórakoztató eszköz” néven 1947. január 25-én nyújtott be Thomas T. Goldsmith Jr. és Estle Ray Mann, és amelyet 1948. december 14-én jegyeztek be az US2455992 számú amerikai egyesült államokbeli szabadalomként. Ezt a játékot a radartechnológia inspirálta, analóg eszközökkel épült fel. Maga a játék egy vektoros kijelzőn egy rakéta röptét szimulálta, amelyet a képernyőre rajzolt célokba kellett irányítani.
Az ezután következő jelentősebb korai játékok:
- Christopher Strachey brit számítástechnikus Nimrod számítógépen bemutatott játéka az 1951-es Britannia Fesztiválon,
- OXO – egy számítógépes tic-tac-toe játék, amely az EDSAC számítógépre készült 1952-ben, szerzője Alexander S. Douglas,
- Tennis for Two – interaktív elektronikus játék 1958-ból, szerzője William Higinbotham,
- Spacewar! – 1961-ben megjelent játék a DEC PDP-1 számítógépre, az MIT diákjainak fejlesztésében.

1951-ben a Britannia Fesztiválon bemutatott Nimrod számítógép kifejezetten a nim játék megvalósítását demonstrálta. A számítógép több panellen felvillanó fényforrásokkal jelenítette meg a játék folyamatát, a kezelésre pedig egy pulton található kapcsolókkal és nyomógombokkal volt lehetőség.
1952-ben a Cambridge-i Egyetemen doktorált Alexander S. Douglas az egyetem EDSAC (angolul: Electronic Delay Storage Automatic Calculator), elektroncsöves számítógépén valósította meg a tic-tac-toe játékot OXO névvel, amelyet egy 16 sorba és 32 oszlopba rendezett pontokból álló katódsugárcsöves kijelzőn jelenített meg.
William Higinbotham 1958-ban a Brookhaveni Nemzeti Laboratóriumban dolgozott, ahol a Tennis for Two elnevezésű játékot készítette. A játékot egy Donner Model 30 analóg számítógép működtette, a megjelenítésről pedig egy oszcilloszkóp gondoskodott. A kijelző oldalnézetből mutatta a teniszpályát és a mozgó labdát, ahol a két játékos egy-egy kézi kontrollerrel irányíthatta a játékot. A berendezést pár éven belül szétszedték, hogy az alkotórészeit a laboratórium egyéb projektjeiben újra felhasználják – ez az 50-es években jellemző volt, tekintve hogy ezek az alkatrészek nagy értéket képviseltek. A laboratórium munkatársai 1997-ben a labor fennállásának 50 éves évfordulója alkalmából újraalkották a gépet valamint a játékot, amelyet a 2008-ban mutattak be a játék első megjelenésének 50 éves évfordulóján.
A Spacewar! játékprogramot 1961-ben írták Martin Graetz, Alan Kotok és Steve Russell, az MIT hallgatói és kutatói. A kétajtós szekrény méretű PDP-1 típusú számítógépen két űrhajó egymás elleni harcát szimulálták. A programot a készítői ingyenesen terjesztették lyukszalagon (a korai számítógépek szabványos adathordozóján), s hamar elterjedt az akkori tudományos kutatói szférában.
1971-ben Nolan Bushnell és Ted Dabney a Syzygy Engineering (később Atari) cégben társulva elkészítette az első kereskedelmi forgalomban elérhető videójátékot Computer Space néven, amely a korábbi Spacewar! játékon alapult. Majd 1972-ben, miután a cégük már Atari néven működött, kiadták Pong című játékukat, amelyet munkatársuk, Allan Alcorn fejlesztett.
A legtöbb klasszikus társasjátéknak (sakk, dámajáték, gomoku stb.) készült számítógépes változata, de a számítógéppel történő interakció fizikai korlátozottsága miatt az ügyességi játékok újfajta játékélmény nyújtottak. A számítástechnika fejlődésével párhuzamosan a játékok látványvilága rohamosan fejlődött. Eközben a lakossági személyi számítógép-eladások egyik fő ösztönzője az új számítógépes játékok növekvő erőforrásigénye lett, s a szoftveripar a gazdaság egyik húzóerejévé vált. Az első teljesen 3 dimenziós játék az id Software által készített Quake.[forrás?]
A valóságszerű látvány (fotorealisztikus világ) mellett megjelentek a rajzfilmszerű megjelenést használó játékok is.

## A videójátékok típusai

### Műfajok
Mint a média legtöbb formája. A videójátékok is különböző műfajokba sorolhatóak számos különböző jellemvonás alapján, mint a játékmenet, a célok fajtái stb. A játékok fejlődésével a műfajok is változtak az idők folyamán, ahogy új játékstílusok jöttek létre különböző tartalmakkal. A technikai lehetőségek bővülésével az évek során a videójátékok készítésének költségei is egyre emelkedtek, egyre életszerűbb grafikus látvánnyal, a történetmesélés és a játékmenet komplexitásával egyre kitolva az addig hagyományossá vált műfajok határait.
Előfordul hogy eddigiektől eltérő játékok különböző műfajokat kombinálnak, mint a TPS lövöldözést autóvezetéssel, az akciót és a szerepjátékot, egy stratégiai játékban a valós idejű stratégiát csatákban és körökre osztott stratégiát egy világtérképen.
A műfaj megnevezésénél általában az angol rövidítését használják.
- Akció

- FPS: (First Person Shooter) vagy belső nézetű lövöldözős játék olyan lövöldözős videójáték, ahol a játékos az általa irányított figura szemszögéből látja a játékban történteket.
- TPS (Third-person shooter) külső nézetű lövöldözős játék, melyben az irányított karakternek általában fedezékről fedezékre haladva kell leszámolnia ellenfeleivel.
- Oldalnézetes akciójáték: klasszikus, 2D-s megjelenítési módot használó játék.

- Ügyességi

- Platformer: az irányított hősnek különböző akadályok (gyakran ellenfelek) legyőzésével és platformok közti ugrálással / haladással kell eljutnia a pálya végéig. Az egyes pályák során különböző érméket, kincseket és egyéb gyűjtögetni valókat szedhetünk össze a magasabb pontszám érdekében.

- Kaland
- Szerepjátékok

- MMORPG: (Massively Multiplayer Online Role-Playing Game – nagyon sok szereplős online szerepjáték) interneten, online játszható szerepjáték. Sok ezer ember játszik egyszerre egy 2D vagy 3D világban, képességeket fejlesztenek, szörnyek ellen harcolnak egyedül vagy többen, közben kereskednek. A lehetőségek tárháza végtelen, de játékonként eltérő lehet. Legismertebbek a World of Warcraft, Lineage I/II, Guild Wars, Roblox.

- RPG: (Role-Playing Game) Az MMORPG-hez hasonló játékelemekkel és játékmenettel rendelkezik, ám ezt legtöbbször egyedül játszhatjuk offline módban (Pl. The Witcher sorozat), de akad néhány olyan is, ahol pár barátunkkal vagy random emberrel együtt online vagy akár offline co-op módban (Pl. Diablo 3)

- Stratégiai játékok
  - Valós idejű stratégia: (real time strategy, rövidítve RTS) valós időben zajlanak, a játékmenet folyamatos, az összes játékos bármikor adhat ki parancsokat, amelyek végrehajtása azonnal el is kezdődik. Az átlagos RTS-ekben a fő feladatok az erőforrások összegyűjtése, bázisok építése, technológia fejlesztése és az egységek irányítása.[11]
  - Valós idejű taktika
  - Körökre osztott stratégia: Például: Civilization IV
- Menedzselős és szimulátor, „Istenszimulátor”, városszimulátor: A valós idejű stratégiai játékokhoz hasonlító játéktípus. A játékosnak egy igen részletesen kidolgozott világot (emberekkel vagy kitalált lényekkel teli konyhát, várost, bolygót, galaxist, kereskedelmi vállalatot stb.) kell irányítania. A fő cél nem a harc (sokszor ellenfelek sincsenek), hanem hogy megfelelően irányítsa az alá rendelt, általában (a stratégiai játékoktól eltérően) sok-sok, komplex módon összefüggő játékparaméterrel rendelkező világot, általában bizonyos, a készítők által meghatározott célt elérve. Korai istenszimulátornak tekinthető a Civilization, valamint a Sierra tipikus városszimulátor sorozata (Caesar sorozat, Pharaoh), illetve a Sim City sorozat.

A hardvertechnológia csak az 1990-es évek közepére kezdte megközelíteni azt a számítási teljesítményt, hogy egy városnál bonyolultabb struktúrát (pl. részletesen kidolgozott fajok fejlődését egy galaxisban) is szimulálni lehessen PC-n. Így a 2000-es években megjelent a műfaj újabb nemzedéke vagy altípusa, amelyekben fajok fejlődését és terjeszkedését kell irányítani (Spore). A mesterséges életszimulációs játékoknak komoly szerepe van az evolúcióbiológiai, matematikai és kognitív tudomány jellegű kutatásokban, bár az ott alkalmazott szimulátorprogramok lényege nem a grafikus kidolgozottság, így nem feltétlenül tekinthetők „videójátékoknak”. A leghíresebb példa John Conway rendkívül egyszerű megjelenésű (sejtautomata szimuláció) és szabályokra épülő Életjátéka.
- Logikai („Puzzle”)
- Szimulátor: A játékosnak virtuális eszközöket, esetleg álltatokat (kecske) vagy dolgokat (kő) kell irányítania, amelynek azonban létezik megfelelője a valóságban is. A hangsúly az adott dolog valós tulajdonságain, a minél hűbb modellezésen van.
  - Autószimulátorok
  - Vasútszimulátorok
  - Repülőgép-szimulátorok
  - Tengeralattjáró-szimulátorok
- Menedzselős
- Sport
- Lexikális tudás alapú
- Szerencsejáték
- Brawl (verekedős játékok pl.: Mortal Kombat)
- Táblajátékok: a valóságban is játszható játékok, mint a sakk, dáma elektronikus változatai. Lehetnek közel valóságszerűek, vagy speciális effektekkel attól elrugaszkodottak (pl. animált, szétmálló bábuk).

### Játékosok száma szerint
- Egyjátékos (single player)
- Többjátékos (multiplayer)

- Egy gépnél (pl. társasjátékszerű vagy osztott képernyős)
- Hálózaton – helyi vagy internet – keresztül játszható játék

## A játékok kontrolleres irányítása
Általában a kontrollernél a jobb analóg karral a kamerát lehet mozgatni (merre nézzen a karakter). A bal analóg kart a karakter irányítására lehet használni.
Az úgynevezett Start gombbal a játék menüjét lehet aktiválni. A maradék gombnak a kiosztása a játéktól függ.

## A játékok billentyűzeten való és egeres irányítása
A jobbkezes egér használat miatt a billentyűzeten lévő kurzor vezérlő gombok helyett a W, A, S, D billentyűk használatát részesítik előnyben.

## Egyéb bemeneti eszközök segítségével való irányítás

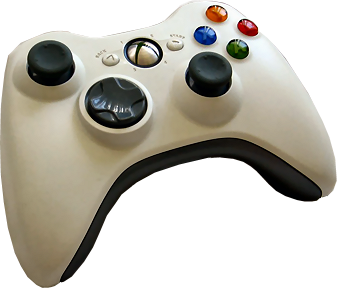
Egy Xbox 360 kontroller

A videójátékok vezérléséhez általában ezeket az eszközöket használhatjuk:
- Billentyűzet
- Egér
- Érintőképernyő
- Kormány, pedál
- Botkormány, gázkar
- Gamepad, kontroller

A ritkább irányító eszközök:
- Térbeli mozdulatok, gesztusok (webkamera vagy EyeToy)
- Táncszőnyeg
- Mikrofon
- Raildriver
- Egyéb (játékgitár, stb.) Többségük kimondottan zenés játékokhoz készül.

Az eszköz akkor alkalmas játékra, ha használata kényelmes és egyszerű. Billentyűzetből és egérből is gyártanak külön típusokat a játékokhoz. Legismertebb gyártók a Logitech, a Genius és a Trust.

## A videójáték elkészülési folyamata

### Kitalálás és tervezés
Egy játékot először kitalálnak, azaz vázlatosan megalkotják a játék történetét vagy lényegét – bizonyos játékoknak nincs történeti szála. Ezután megtervezik a játékot a legkisebb részletekig.

### Grafika és modellezés
Ezután a grafikusok és modellezők elkészítik a játékban látható jeleneteket és modelleket, és úgynevezett textúrát raknak rá, ami megadja a kinézetét. A modellezést ma már leginkább modellező programokkal hajtják végre (például 3ds Max, Blender, Maya).

### Programozás
Ezek után a programozók hozzálátnak a játék programozásához, valamilyen programozási nyelven (például: C#, C++, C).
Ezt grafika és modellek nélkül is el lehet kezdeni, a játék logikája független a kinézettől.

### Tesztelés és kiadás
Ha megvan a kész játék, tesztelik az esetleges hibák felderítésére. Ezt általában a QA (Quality Assurance) csapat végzi. Ha ezzel végeznek, a játékot kiadják. Ezt tehetik úgy, hogy keresnek egy kiadó céget, akik különböző adathordozón, vagy online áruházakban árusítanak, vagy az internetre töltik fel, hogy onnan olcsóbban le lehessen tölteni.

## Pszichológiai hatások
A filmekhez hasonlóan egyes játékok pszichológiailag károsak és veszélyesek lehetnek, elsősorban a gyermek- és fiatalkorúak számára. Míg a filmeknek passzív résztvevői vagyunk, addig a játékoknál könnyebb lehet az azonosulás, és nagyobb függőség is kialakulhat. Ezek lelki függőséget okoznak, vagy olyan erőszakos magatartásmintákat és reflexeket rögzíthetnek, amelyek a társadalmi együttélésben nem kívánatosak, ezért a gyermekek számítógépes játékát ajánlatos egy felnőttnek felügyelnie.
A videójátékoknak vannak hasznos hatásai is, többek között amelyek a taktikai készséget, reflexet, térlátását, ujjaink koordinációját, memóriát és problémamegoldó- és az együttműködési készséget, vagy a társalgást fejlesztik.

## Nemzetközi verzió
A nemzetközi verzió korábban egy területen kiadott videójáték újralokalizált változata, ami az eredeti játékon felül további tartalommal vagy tulajdonsággal rendelkezik. Az európai és amerikai játékfejlesztők főként a nemzetközi piacokra írják a játékokat, de a Japánban vagy Kínában kiadott játékokat gyakran később adaptálják az országon kívülre.
Egyes országokban (Kína, Németország) éppen a nemzetközi verzió nem érhető el, ebben az esetben tartalmakat vesznek el, hogy megfejlenek a helyi törvényi előírásoknak.